# Marian Pană
Marian Pană (* 24. Dezember 1968 in Moreni) ist ein ehemaliger rumänischer Fußballspieler und derzeitiger -trainer. Er bestritt insgesamt 217 Spiele in der rumänischen Divizia A und der israelischen Ligat ha’Al.

## Karriere als Spieler
Die Karriere von Pană begann bei Flacăra Moreni in seiner Heimatstadt. Dort rückte er in der Saison 1985/86 in den Kader der ersten Mannschaft auf, die seinerzeit in der Divizia B spielte und am Saisonende ins Oberhaus aufstieg. Dort kam er am 16. November 1986 zu seinem Debüt. Am Saisonende schaffte er mit seinem Klub den Klassenerhalt, ehe er mit Flăcara ein Jahr später den sechsten Platz erreichte. In der Winterpause 1988/89 verließ er den Klub und wechselte zu AS Victoria Bukarest in die Hauptstadt. Mit seinem neuen Klub qualifizierte er sich für den UEFA-Pokal, wo ihn das Aus bereits in der ersten Runde gegen den FC Valencia ereilte.
Nach der rumänischen Revolution wurde Victoria in der Winterpause 1989/90 von der neuen politischen Führung aufgelöst, so dass Pană nach Moreni zurückkehrte. Am Saisonende stieg er mit seiner Mannschaft aus der Divizia A ab. Daraufhin wechselte er zum FC Argeș Pitești. In der Saison 1990/91 konnte er neun Treffer für seinen neuen Klub erzielen. Dadurch wurde der Spitzenklub Dinamo Bukarest auf ihn aufmerksam und verpflichtete ihn im Sommer 1991. Mit Dinamo gewann er mit der Meisterschaft 1992 den einzigen Titel seiner Laufbahn.
Nachdem Pană in der Hinrunde 1994/95 kaum zum Einsatz gekommen war, kehrte er in der Winterpause nach Pitești zurück. Ein Jahr später verließ er den Klub und wechselte zu Hapoel Haifa in die israelische Ligat ha’Al. Dort konnte er sich nicht durchsetzen und kehrte schon ein halbes Jahr später im Sommer 1996 nach Rumänien zurück, wo er bei seinem früheren Verein Dinamo Bukarest anheuerte. Da er in der Saison 1996/97 nur auf vier Einsätze kam, schloss er sich in der Winterpause dem Ligakonkurrenten Chindia Târgoviște an. Nach dem Klassenerhalt heuerte er bei AS Rocar Bukarest in der Divizia B an, ehe er ein halbes Jahr später zum Ligakonkurrenten FC Brașov wechselte. Der Absteiger verpasste am Saisonende den angestrebten Wiederaufstieg.
In der Hinrunde 1998/99 wurde er nicht mehr berücksichtigt, so dass er in der Winterpause nach Târgoviște zurückkehrte, das mittlerweile in die Divizia B abgestiegen war. Dort konnte er sich einen Stammplatz erkämpfen und schloss die Saison mit seiner Mannschaft im unteren Mittelfeld ab. Nach einem Jahr verließ er den Klub wieder und wechselte zu Beginn des Jahres 2000 zum Ligakonkurrenten Juventus Colentina Bukarest, wo er seine Laufbahn im Sommer 2000 beendete.

## Nationalmannschaft
Pană bestritt zwei Spiele für die rumänische Nationalmannschaft, als ihn Nationaltrainer Mircea Rădulescu im Dezember 1991 auf eine Länderspielreise nach Ägypten mitnahm. Er kam in beiden Spielen gegen die Gastgeber zum Einsatz.

## Karriere als Trainer
Nach dem Ende seiner aktiven Laufbahn arbeitete Pană als Fußballtrainer. Im Herbst 2002 übernahm er CS Otopeni in der Divizia C als Cheftrainer. Mit Otopeni stieg er im Jahr 2004 in die Divizia B auf. Nachdem er mit dem ambitionierten Verein zuvor den Aufstieg verpasst hatte, wurde er im März 2007 entlassen und durch Costel Orac ersetzt.
Im September 2009 wurde Pană als Nachfolger von Sandu Tăbîrcă Cheftrainer von Gloria Bistrița in der Liga 1. Schon in der Winterpause musste er Marius Șumudică weichen. Anfang 2010 übernahm er den Zweitligisten Dacia Mioveni, mit dem er den angestrebten Aufstieg verpasste. Anschließend zog es ihn zum Erstligisten Universitatea Cluj, wo er mit Beginn der Spielzeit 2010/11 als Cheftrainer arbeitete. Anfang November 2010 verließ er den Klub wieder. Zu Beginn des Jahres 2011 übernahm er den Zweitligisten Unirea Alba Iulia, den er nach wenigen Wochen zum abstiegsbedrohten Erstligisten Unirea Urziceni verließ. Nach dem Abstieg verpflichtete ihn der Zweitligist Farul Constanța im Sommer 2011, den er am 1. Dezember 2011 verließ, um den Erstligisten CS Mioveni zu übernehmen. Mit seinem neuen Klub musste er am Ende der Saison 2011/12 absteigen.
Pană fand zunächst keinen neuen Klub. Anfang 2013 verpflichtete ihn Zweitligist FC Bihor Oradea als Nachfolger von Claudiu Niculescu. Der Klub verpasste den Aufstieg ins Oberhaus und die Wege trennten sich wieder. Er heuerte beim FC Costuleni in der moldawischen Divizia Națională an, musste jedoch nach drei Spielen wieder gehen. Im September 2013 nahm ihn Zweitligist Metalul Reșița als Nachfolger von Alexandru Pelici unter Vertrag. Im April 2014 trennten sich die Wege wieder. Zu Beginn der Saison 2014/15 übernahm er Ligakonkurrent Farul Constanța. Im November 2014 wurde er bereits wieder entlassen. Zu Beginn der Spielzeit 2015/16 war er abermals zwei Monate in Reșița tätig.

## Erfolge

### Als Spieler
- Rumänischer Meister: 1992

### Als Trainer
- Aufstieg in die Liga II: 2004